# Kenny MacAulay
Kenneth Kenny MacAulay (Baddeck, Nova Scotia, 29. travnja 1984.) kanadski je profesionalni hokejaš na ledu. Defenzivni je bek.

## Karijera[1][2]

### Sj. Amerika
Igrao je za sveučilište Vermont, a nakon što je završio studij započinje svoju profesionalnu karijeru u sezoni 2007./08. za ECHL (East Coast Hockey League) momčad Fresno Falcons. Radi dobrih igara prelazi u AHL (American Hockey League) momčad Rockford Ice Hogs, drugi tim NHL momčadi Chicago Blackhawks. Sezonu 2008./09. igra za Fresno Falcons, kada prelazi u ECHL momčad Stockton Thunder. Iste sezone opet igra za AHL momčad Portland Pirates, drugi tim NHL momčadi Buffalo Sabres. Sezonu 2009./10. nastavlja igrati za Stockton Thunder u ECHL, te prelazi u dvije AHL momčadi San Antonio Rampage (Phoenix Coyotes) i Norfolk Admirals (Tampa Bay Lightning) gdje je odigrao 4 utakmice za svaku momčad. 

### Europa
Krajem siječnja 2010. MacAulay kao novo pojačanje hrvatskog KHL Medveščaka dolazi ususret doigravanju u EBEL-u. U dresu Medvjeda debitirao je na sportskom spektaklu na otvorenom "Šalata Winter Classic 2010. powered by Citroen". U svom drugom nastupu za Medvjede u 50. kolu protiv KAC-a ubilježio je prvi bod EBEL-u. Tijekom sezone 2009./10. u zagrebačkom Medveščaku odigrao je 18 utakmica, ostvario četiri zgoditka i pet asistencija, a svega je 16 minuta proveo izvan leda zbog kazne. 21. lipnja 2010. objavljeno je da je MacAulay produžio ugovor do kraja sezone 2011.

## Vanjske poveznice
|  | Zajednički poslužitelj ima još gradiva o temi Kenny MacAulay |

- Profil na The Internet Hockey Database